# Associazione Nazionalista Italiana
L'Associazione Nazionalista Italiana (ANI) fu un partito politico, espressione politico-organizzativa del nazionalismo italiano, nato a Firenze nel dicembre 1910 a seguito del primo congresso dei nazionalisti italiani che già da alcuni anni si identificavano nel fondatore Enrico Corradini. Nel 1923 confluì nel Partito Nazionale Fascista. 
Ad essa aderirono intellettuali quali Gabriele D'Annunzio e Giovanni Verga, giuristi quali Alfredo Rocco, nonché militari quali Costanzo Ciano.

## Storia

### Origini
Nel 1896 le ambizioni coloniali italiane furono notevolmente ridimensionate con la battaglia di Adua, in cui il Negus neghesti Menelik, fondatore dell'Impero etiopico, e i ras etiopi sconfissero il generale italiano Oreste Baratieri. Fu in questo contesto storico che le idee dei nazionalisti iniziarono a diffondersi nella società italiana di fine secolo. In quest'epoca i principali esponenti del movimento si ispiravano ai modelli politici di Francia, Inghilterra, Giappone e Stati Uniti d'America che stavano ribaltando gli equilibri internazionali intervenendo in America Latina, Sudafrica, Magreb ed Asia. Alfredo Oriani fu uno dei precursori di questa tendenza politica: biasimando la tradizione mazziniana del nazionalismo storico italiano, egli auspicava per la nuova Italia un progetto di conquista coloniale che l'avrebbe resa fondamentale nell'ambito del Mediterraneo, ritenendo necessario l'intervento militare nell'Adriatico e nell'Africa settentrionale. Crispi fu preso come modello politico di riferimento. 

### Le riviste e Corradini

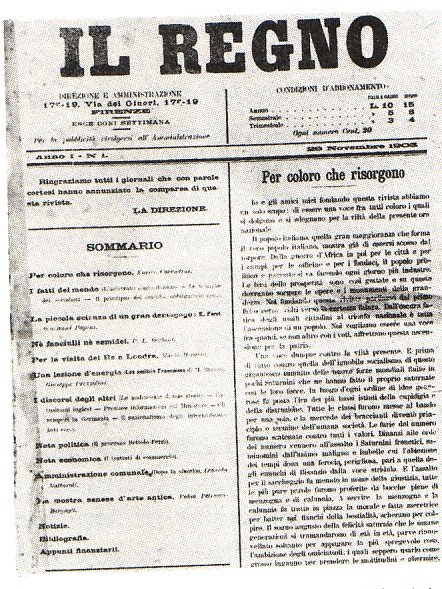
Il Regno di Enrico Corradini

Esponenti di spicco del nazionalismo "letterario" degli anni 1896-1910 furono Corradini, Borrelli, Viana, Borgese, Prezzolini e Papini, che con le loro riviste influenzarono il dibattito culturale ed "etico" in merito allo Stato auspicato e immaginato; in particolare le riviste "Il Tricolore" (Viana) e "Il Leonardo" (Papini e Prezzolini) organizzarono dibattiti su argomenti come "l'entusiasta esaltazione della morale eroica" (articolo scritto da Viana che contribuirà all'impianto teorico del militante nazionalista) o "la codardia ignobile del socialismo" (che fu il primo degli articoli di Corradini contro il socialismo ufficiale). Fu lo stesso Enrico Corradini, fondando nel novembre 1903 il giornale "Il Regno", a parlare di un vero e proprio raggruppamento politico con degli obiettivi precisi.
Intorno al 1908 il movimento nazionalista supera il suo periodo di incubazione; i singoli intellettuali ed i vari simpatizzanti hanno preso contatto tra loro e si sono impegnati nell'istituzione di circoli patriottici e giornali nelle maggiori città italiane. Questi organi di stampa seguono con attenzione le vicende legate alla crisi bosniaca del 1908, all'irredentismo (appoggiando non di rado le iniziative della Società Trento e Trieste, quelle della Lega Navale Italiana e degli studenti universitari italofoni nelle Terre irredente) ed alla critica contro Giolitti e i socialisti.
Le tesi nazionaliste sull'Italia imperiale in breve contagiano le giovani leve del corpo diplomatico e dei giovani ufficiali delle forze armate, critici nei confronti dell'Italia liberale, moderata e "pantofolaia" (come la definisce il nazionalista Maraviglia).
A dare la svolta prettamente politica al movimento nazionalista unendolo intorno ad un unico polo è sempre Enrico Corradini, che emerge come leader naturale oltre che intellettuale di punta tra tutti quelli presenti sulla scena. Nel periodo 1908-1910 Corradini scrive articoli e pronuncia discorsi sulla necessità di trasformare le "questioni interne in questioni esterne" sottolineando come la politica estera abbia costanti riflessi sulla politica interna. Sulla preponderanza della Politica estera, sulla questione dell'emigrazione italiana (che sarà ripresa poi nell'elaborazione della teoria sulla "nazione proletaria") e sulla necessità di trovare un'alternativa a socialisti e liberali poggerà l'impostazione programmatica dei nazionalisti.
Quello 1908-1910 è il momento in cui non è ancora evidente ancora il legame ideologico tra nazionalismo e sindacalismo rivoluzionario; lo stesso Corradini è iscritto ad una associazione politica liberale ed i nazionalisti si muovono sostanzialmente nell'alveo conservatore, rappresentando un'alternativa teorica al partito liberale. La definitiva frattura tra liberali e nazionalisti si avrà solo al momento della formulazione della teoria sulla "nazione proletaria" (in contemporanea con la guerra italo-turca), e la nascita di un "polo nazionalista" (sebbene ancora non organizzato partiticamente) spingerà numerosi studenti universitari ad appoggiare le tesi corradiniane costituendo la base militante del Nazionalismo, fino a quel momento movimento di nicchia animato da intellettuali dell'alta borghesia.

### Socialismo nazionale e «nazione proletaria»
Corradini, che si ricollegava alle accese correnti irredentiste e patriottiche del Risorgimento, aderì alle tesi nazionaliste dopo la sconfitta di Adua. 
Successivamente fondò la rivista Il Regno, in cui sosteneva le sue tesi politiche contro il socialismo e la borghesia. Dopo una serie di studi sulle condizioni dei lavoratori italiani in Tunisia e America meridionale si impegnò a diffondere una nuova idea di lavoro, che avrebbe dovuto arginare il fenomeno dell'emigrazione e il pessimo stato delle attività italiane all'estero.
Nel suo programma egli proponeva ancora una volta un intervento militare per colonizzare l'Africa in modo che lo «spirito migratorio» dell'italiano assumesse i tratti di «spirito coloniale, imperialista». Riprese addirittura il concetto marxista del proletariato e formulò l'idea di «nazione proletaria», secondo cui l'Italia avrebbe dovuto fondare la propria ricchezza sul lavoro e non sul capitale, come accaduto in Francia e in Inghilterra.
Se in Europa prevaleva il sistema plutocratico, l'Italia sarebbe stata la nazione proletaria per antonomasia, con un uso proprio delle ideologie socialiste in senso antirivoluzionario.
Corradini può essere quindi definito uno dei pionieri del socialismo nazionale italiano; consapevole di un impianto teorico finalizzato a spostare lo scontro di classe dalla politica interna a quella internazionale elaborò un socialismo non marxista scrivendo articoli e saggi  per propagandare le sue idee. Un suo romanzo, La Patria lontana, funse da base programmatica. 
Il romanzo, ambientato in Argentina tra gli immigrati italiani, vede contrapporsi il nazionalista Buondelmonti, il sindacalista rivoluzionario Rummo e il liberale Axerio; quest'ultimo funge da nemico degli altri due e rappresentante dell'Italietta giolittiana, mentre alla fine del romanzo Buondelmonti apprenderà da Rummo le tecniche insurrezionali e l'abilità di coinvolgere le masse proletarie e indicare al sindacalista rivoluzionario la via del nazionalismo.
Ancora una volta, dunque, il Corradini romanziere non si distacca dal Corradini politico e sottolinea la necessità di un'alleanza tra nazionalismo e sindacalismo rivoluzionario in ragione della «nazione proletaria». Le tesi corradiniane sulla «nazione proletaria» verranno riprese dal movimento fascista delle origini, salvo essere sostituite dal corporativismo.

### La fondazione del partito nel 1910

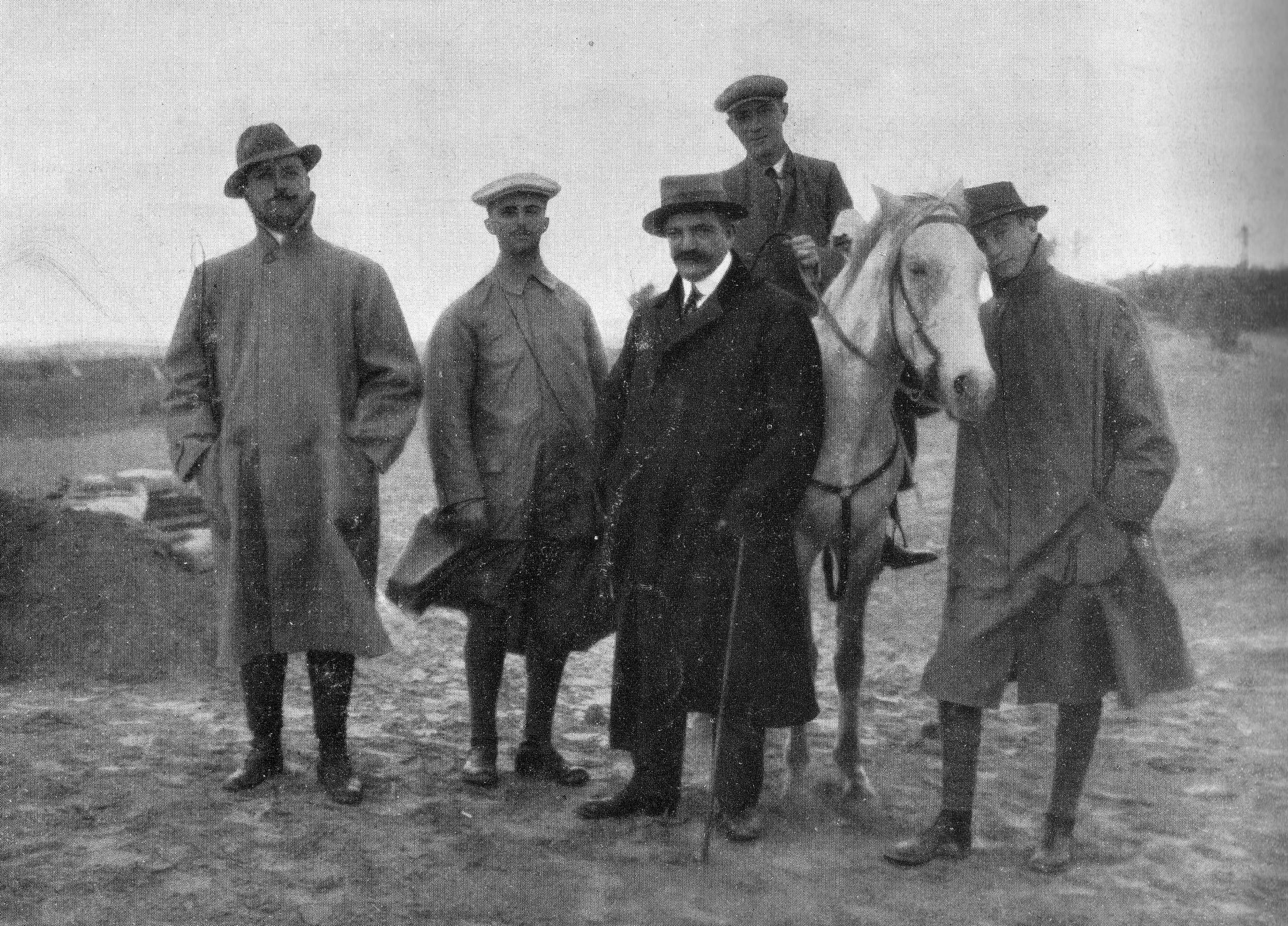
Da sinistra Filippo Tommaso Marinetti, Ezio Maria Gray, Jean Carrere, Enrico Corradini (a cavallo) e Gualtiero Castellini, nel 1911 in Libia

Nel 1910 si riunirono a Roma i principali esponenti del nazionalismo e dell'interventismo italiano, tra cui Icilio Bacci, Enrico Corradini, Luigi Federzoni, Picardi e Castellini. Essi decisero di costituire l'Associazione Nazionalista Italiana, convocando per il 3 dicembre dello stesso anno il primo congresso a Palazzo Vecchio a Firenze, al quale partecipò anche Fulcieri Paulucci de Calboli, che diverrà noto, a partire dagli ultimi anni di guerra, come il "Santo" dei mutilati.
Al congresso fiorentino prenderanno la parola anche esponenti repubblicani e radicali che poi abbandoneranno polemicamente l'aula in seguito alla virata anti-mazziniana dei nazionalisti. Al congresso nazionalista parteciparono anche i rappresentanti di importanti società ed enti patriottici come la Società Dante Alighieri, la Lega Navale Italiana e la Società Trento e Trieste, che nel corso degli anni avevano finanziato le iniziative ed i giornali nazionalisti.
Il 1º marzo 1911 iniziarono le pubblicazioni il giornale L'Idea Nazionale, organo ufficiale del Direttivo dell'Associazione Nazionalista Italiana, che intraprese immediatamente una grande campagna di stampa a favore dell'intervento militare italiano in Libia. Al congresso di Roma del 1912 dichiarava l'incompatibilità con la massoneria.

### Dall'interventismo al primo dopoguerra
Alle elezioni del 1913 l'Associazione presentò proprie liste e ottenne 5 deputati, tra cui Luigi Federzoni e Piero Foscari, che fu sottosegretario alle Colonie dal 1916 al 1919. A seguito delle elezioni, l'ANI smette di essere un movimento prettamente intellettuale, accogliendo tra le sue file anche esponenti dell'alta borghesia industriale e della media borghesia, degli ambienti universitari.
Al Terzo Congresso Nazionale dell'ANI a Milano (16-18 maggio 1914) si distinse la corrente dei "Conservatori nazionali" guidata da Ezio Maria Gray (proveniente dalle file della democrazia radicale), innovatore del pensiero nazionalista e coniatore del motto "L'Italia ha sempre ragione". Gray era il rappresentante di quanti, tra i giovani militanti universitari dell'Associazione, premevano per una sterzata imperialista e irredentista della linea politica.
Emersero anche le posizioni del giornalista Francesco Coppola, capace di dirigere la campagna politico-giornalistica interventista nei mesi successivi.
Proprio nel Congresso del 1914 si consumò la separazione definitiva con i liberali. I giovani militanti Gualtiero Castellini (espressione dell'irredentismo trentino) e Ruggero Fauro Timeus (irredentista triestino emigrato a Roma) teorizzarono la svolta imperialista dell'irredentismo, unitamente a quadri del gruppo de L'Idea Nazionale. Nonostante nelle elezioni del 1913 i nazionalisti avessero puntato ai consensi degli elettori clericali e moderati, dall'anno successivo l'ANI - sotto la spinta di Coppola e Alfredo Rocco - costruì il proprio "impianto ideologico", differente sia dal cattolicesimo di destra che dal liberalismo classico.
Si pose fra le forze politiche radicalmente interventiste rispetto alla prima guerra mondiale già il 6 agosto 1914, ritenendo che la posizione neutrale dell'Italia non poteva essere se non preparazione al necessario intervento.
Il dibattito sull'intervento creò una spaccatura nell'ANI tra francofobi (favorevoli alla Triplice Alleanza perché Parigi aveva sempre ostacolato i piani coloniali di Roma) e anti-austriaci (collegati alla tradizione risorgimentale). I nazionalisti provarono a egemonizzare il movimento interventista con lo scopo di isolare le correnti di sinistra. Coppola tentò di dare all'intervento italiano un carattere "imperiale", legato ai programmi espansionistici dell'ANI, rigettando la versione meramente neo-risorgimentale e irredentista del conflitto.
La saldatura fra i nazionalisti e le frange radicali dell'irredentismo permise all'ANI di presentarsi all'opinione pubblica come la vera ispiratrice dell'intervento e come l'animatrice del "fronte interno".
Nel marzo del 1915 con l'articolo "Le ragioni politiche della nostra guerra" (apparso su "L'Idea Nazionale") Coppola espresse le motivazioni che avevano spinto i nazionalisti a sostenere ardentemente l'intervento precisando i loro obiettivi di politica estera con queste parole: "unità nazionale, sicurezza dei confini, domini nell'Adriatico (con basi a Pola ed a Valona), nel Mediterraneo (eredità ottomana nel Mediterraneo orientale), espansione economica (sostituirci all'Austria nel Levante, rilevandone i traffici di Trieste e di Fiume; penetrare nei Balcani in sostituzione alla Germania in Asia Minore); emancipazione dell'industria e dell'economia italiana, in specie la siderurgica e la marittima, dal capitale tedesco; partecipazione dell'Italia alle vicende mondiali ed acquisizione di titoli per una più ampia partecipazione avvenire".
Fra il marzo ed il maggio 1915, quando la campagna interventista raggiunse il culmine, che l'ala destra dell'ANI rafforzò le sue concezioni antiparlamentariste espresse negli articoli "Il Re" e "Il Parlamento contro l'Italia", entrambi a firma di Coppola. Le confuse concezioni primigenie di Enrico Corradini venivano così "riordinate" dagli intellettuali di punta dell'Associazione Nazionalista dando vita a proposte politiche vere e proprie. Molti dirigenti nazionalisti si arruolarono come volontari di guerra e alcuni furono decorati di medaglia d'oro al valor militare come Decio Raggi, Spiro Xydias Tipaldo, Giacomo Venezian, Fulcieri Paulucci di Calboli.
Nel 1918, quando l'ANI firmò il Patto di Roma accettando l'emancipazione delle nazionalità dell'Impero asburgico, Coppola, Rocco, Foscari e Tamaro abbandonarono "L'Idea Nazionale" per protesta. La spaccatura fu dovuta principalmente alla circostanza che parte dei nazionalisti non vedeva di buon occhio il crollo dell'impero austro-ungarico, considerato un baluardo contro le rivendicazioni anti-italiane che sarebbero venute da est in caso di emancipazione degli slavi, cosa che puntualmente avvenne dopo la guerra con la creazione del Regno di Serbi, Croati e Sloveni.
Il 10 aprile 1919 a Roma fu proclamato dai socialisti uno sciopero generale con rivendicazioni genericamente politiche per protestare contro la Conferenza di pace di Parigi. 
La contromanifestazione, indetta dall'Associazione Nazionalista, come attestato anche da Gaetano Salvemini, ottenne l'approvazione degli impiegati ministeriali danneggiati dallo sciopero dei mezzi pubblici. Seguì un imponente corteo inneggiante al Re e all'Esercito che portò in trionfo i reduci e i mutilati e fu ricevuto dal ministro della Guerra.
Nel 1919 suoi aderenti si candidarono nel Partito dei Combattenti, che ottenne 20 deputati. 

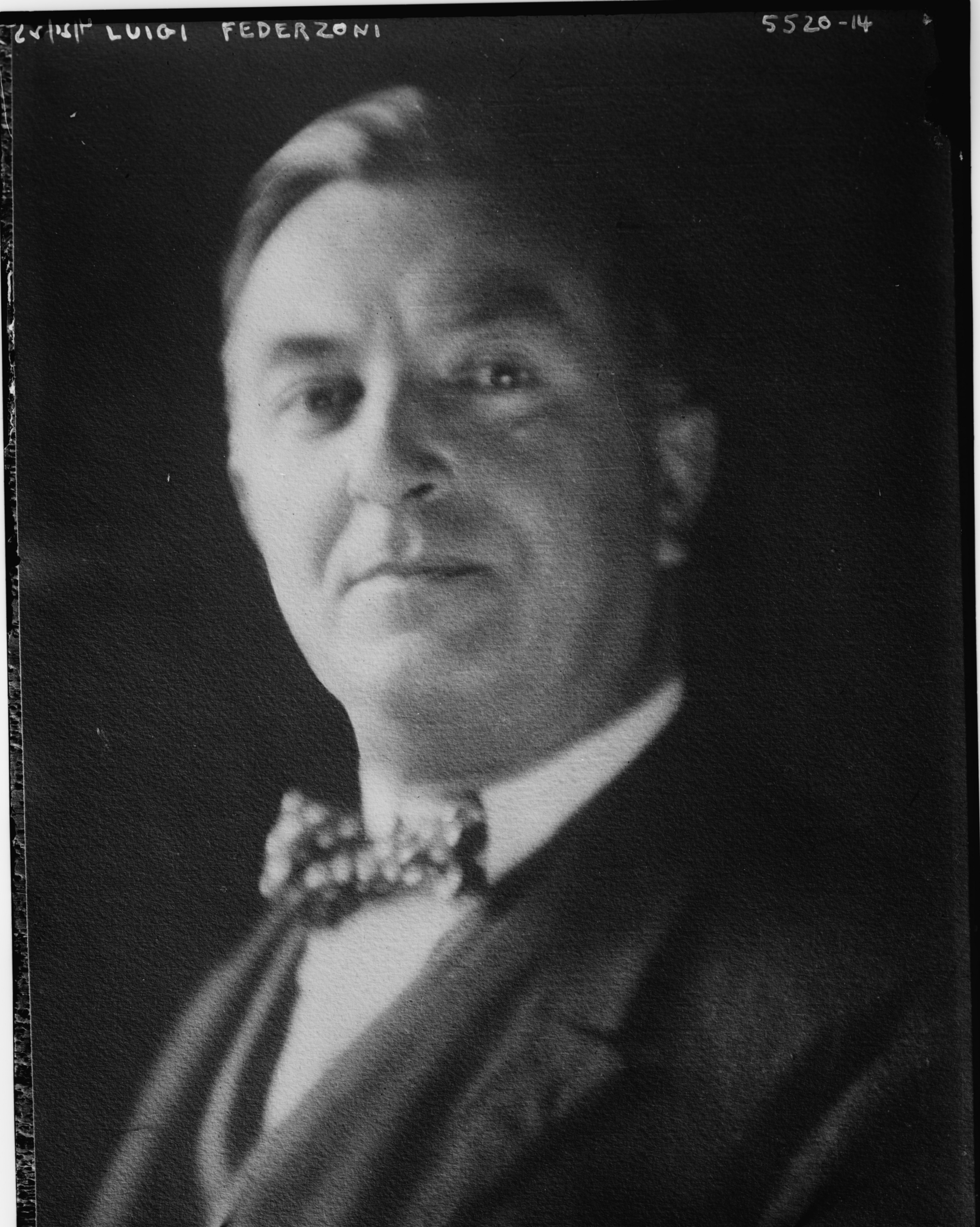
Luigi Federzoni, dal 1922 ministro nel governo Mussolini

Alle Elezioni politiche italiane del 1921 insieme ai Fasci di combattimento e altri soggetti costituirono la lista Blocchi Nazionali, che ottenne 105 deputati. In ambito fascista fu Cesare Maria De Vecchi a premere su Mussolini per una maggiore collaborazione con l'ANI: De Vecchi, che era esponente della corrente  monarchica del PNF, il 9 novembre 1921 rilasciò all'Idea Nazionale un'intervista nella quale si dichiarò "tributario" del pensiero nazionalista.
Suoi esponenti entrarono dopo la marcia su Roma del 28 ottobre 1922 nel governo Mussolini con il ministro Federzoni e i sottosegretari Alfredo Rocco, Alessandro Sardi e Luigi Siciliani.

### La confluenza nel Partito Nazionale Fascista
Il 26 febbraio 1923 venne firmato il concordato per la fusione tra Partito Nazionale Fascista e l'Associazione Nazionalista Italiana (approvato dal comitato centrale dell'ANI il 4 marzo e dal Gran Consiglio del Fascismo il 12) con la confluenza nel PNF..
Fra i dirigenti dell'ANI, destinati a diventare ministri del fascismo, vi furono Luigi Federzoni, Costanzo Ciano e il giurista Alfredo Rocco, principale autore della versione originale del codice penale del 1931 detto, appunto, Codice Rocco, nonché l'ultimo segretario Umberto Guglielmotti. Corradini e i suoi ortodossi aderiranno con minor convinzione al movimento mussoliniano, rimanendo ai margini della politica del regime.
Nonostante la relativa estromissione, degli ex nazionalisti riuscirono ad influire sulla Politica estera del Regime; un esempio su tutti, Coppola e Rocco fondarono la rivista "Politica", che influenzò a lungo, quale organo ufficioso, il Governo sulle questioni diplomatiche.
Gli esponenti dissidenti della destra interna non condivisero però la scelta di confluire nel PNF; alcuni fondarono l'Associazione imperialista, altri l'Associazione monarchica. Altri ancora, tra cui Armando Zanetti, segretario dal 1919 al 1920, entrarono nel Partito Liberale Italiano, seguiti da coloro i quali preferirono il Partito dei Combattenti.

## Organizzazione

### Segretari
- Enrico Corradini (1910–1914)
- Antonello Caprino (1914–1919)
- Armando Zanetti (1919–1920)
- Umberto Guglielmotti (1920–1923)

### Milizia
L'ANI aveva una sua organizzazione paramilitare, la milizia dei Sempre Pronti per la Patria e per il Re, le cosiddette "Camicie azzurre". Nel biennio rosso dettero sovente manforte alle "Camicie nere".
Fu sciolta nel 1923, quando, con la costituzione della Milizia Volontaria per la Sicurezza Nazionale (1º febbraio 1923), per ordine del Governo Fascista, vennero sciolti gli altri corpi armati paramilitari.

## Congressi nazionali
- I Congresso nazionale – Firenze, 3–5 dicembre 1910
- II Congresso nazionale – Roma, 20–22 dicembre 1912
- III Congresso nazionale – Milano, 16–18 maggio 1914
- IV Congresso nazionale – Roma, aprile 1920
- V Congresso nazionale – Bologna, 23–25 aprile 1922